# Anna Maria van Melun
Anna Maria van Melun (overleden 25 juli 1634) was een aristocrate in de Zuidelijke Nederlanden en was de dochter van Hugo II van Melun (1520 – 13 augustus 1553), tweede graaf en vervolgens eerste prins van Épinoy en vorst van het Heilige Roomse Rijk (1545). Zij droeg de titels barones van Antoing en Cysoing, vrouwe van Jeumont en markiezin van Roubaix.

## Biografie
Op bevel van Filips II van Spanje werd Pieter van Melun, die zijn toevlucht had gezocht in Frankrijk, wegens steun aan de Nederlandse Opstand uitgesloten bij de erfenis van Robrecht van Melun, markies van Roubaix, en werd deze verdeeld over zijn zusters. Helena van Melun, gravin van Berlaymont, stierf kinderloos, zodat Anna Maria, echtgenote van Lamoraal I, prins van Ligne, de enige erfgenaam werd van het huis Melun. Na de dood van haar moeder in 1593 kreeg ze met de goedkeuring van de Spaanse vorst alle eigendom van het huis Werchin, hoewel Yolande van Werchin-Barbençon deze had nagelaten aan haar verbannen zoon. Op die manier kwam de heerlijkheid Roubaix in handen van het huis Ligne.
Hendrik IV van Frankrijk liet bij de Vrede van Vervins een bepaling opnemen in het vredesverdrag ten bate van de minderjarige kinderen van Pieter van Melun, waarvan zijn minister Maximilien de Béthune oom en voogd was. Deze bepaling maakte de verbeurdverklaringen tijdens de troebelen ongedaan in het voordeel van de weduwe en kinderen van Pieter van Melun, en dit voor alle goederen in het land van de katholieke vorst.
Maar Anna Maria betoogde dat de confiscatie als gevolg van de Opstand in de Nederlanden Frankrijk niet aanbelangde. Toch vroeg Hendrik IV aan zijn minister Sully een brief op te stellen aan de aartshertog Albrecht ten bate van de prinsen van Épinoy. Dankzij deze tussenkomst stelde de aartshertog in 1602 een transactie tussen de twee families voor, waarbij Willem III van Melun als enige erfgenaam van zijn vader, alle eigendommen toegewezen kreeg met uitzondering van de heerlijkheid Roubaix. 
De voogden van de jonge prins namen genoegen met deze schijnbare concessie omdat een weigering zou leiden tot het volledig verlies van de erfenis.
Maar bij het Verdrag van Antwerpen op 13 april 1609 tussen de Spaanse koning en Staten-Generaal van de Nederlanden, verklaarde artikel 13 van het verdrag alle inbeslagnames tijdens de troebelen van 1567 nietig en dit ondanks de overeenkomst tussen de prins van Ligne en de voogden van de kinderen van de prins van Épinoy.
Lamoraal I van Ligne, die een invloedrijk man was aan het Spaanse hof, verzocht om een opschorting van het betrokken artikel en stelde voor alle goederen van het huis Melun te retourneren aan de wettige erfgenamen, behalve de baronie Antoing en de erfenis van het huis Werchin, waaronder de heerlijkheid Roubaix.
De toen 20-jarige Willem III van Melun, protesteerde tegen de nochtans door zijn voogden aanvaarde regeling, kreeg hij de steun van Lodewijk XIII, de Nederlandse Staten-Generaal en de koning van Engeland, en kreeg op voorspraak van Sully een jaarlijkse rente van £120.000. Willem III van Melun stierf evenwel in 1635. 
De vorderingen van zijn kinderen werden nogmaals bevestigd bij de Vrede van Munster, die de onafhankelijkheid van de Verenigde Provinciën erkende en nogmaals alle verbeurdverklaringen als gevolg van de voorafgaande troebelen annuleerde. 
Maar doordat de Frans-Spaanse Oorlog bleef woedden, vervielen de bepalingen van de Vrede van Münster betreffende de familietwist opnieuw, waarop het Verdrag van de Pyreneeën in 1659, het Verdrag van Vervins opnieuw valideerde. Er was een nieuwe oorlog en een nieuw vredesverdrag nodig om het huis Ligne hun rechten weer te doen gelden.
op 23 januari 1601 kregen de prins en prinses van Ligne de adelbrieven die hen verhief tot markies van Roubaix, hetgeen Robrecht van Melun, markies van Roubaix, als gevolg van de steeds voortdurende oorlogen niet gelukt was.
Anna Maria van Melun overleefde haar man en stierf 25 juli 1634.

## Nageslacht

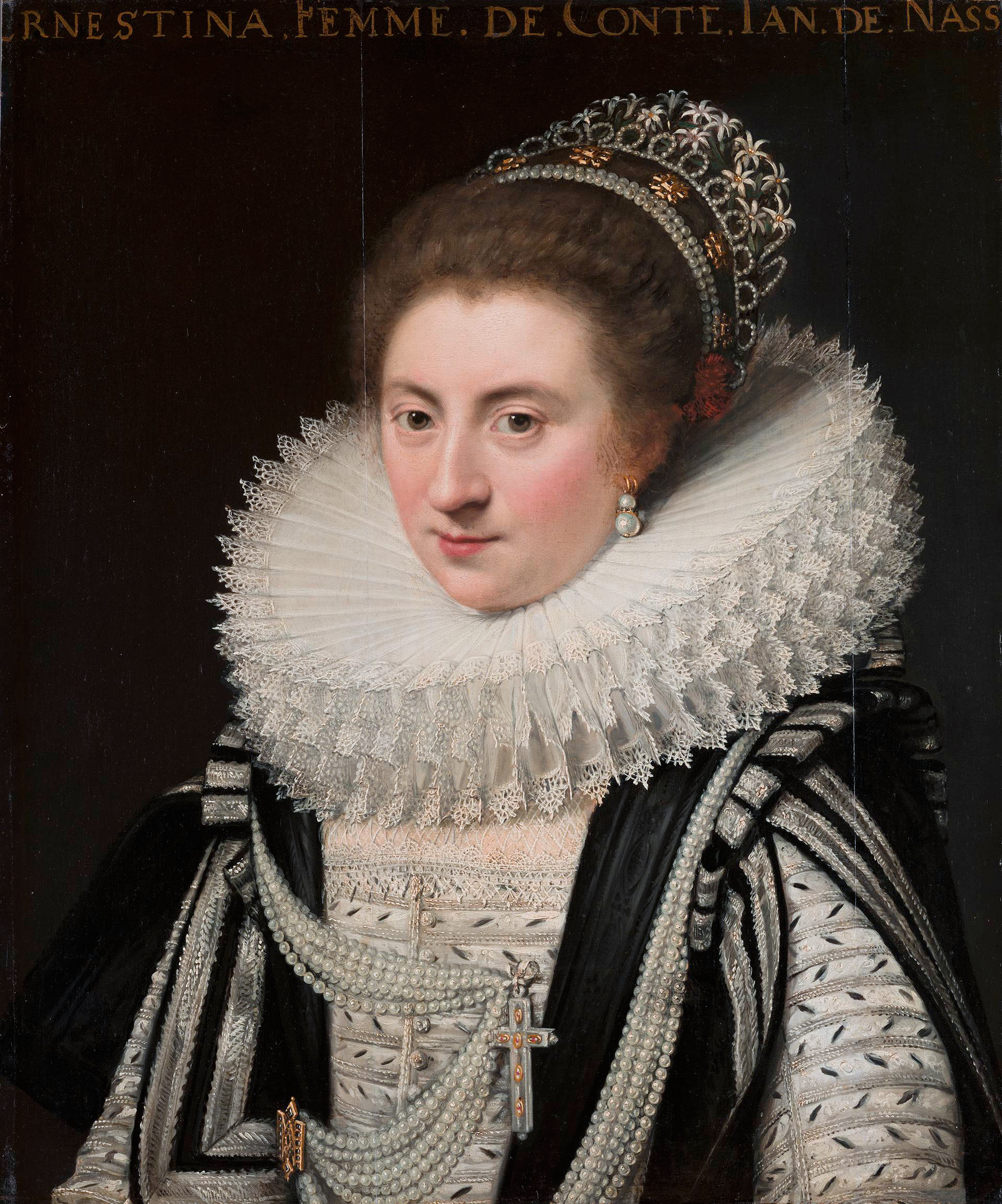
Portret van Ernestine Yolande, prinses van Ligne. Den Haag, Mauritshuis.

Anna Maria van Melun trouwde op  1 februari 1584 met de Lamoraal I, prins van Ligne en hadden samen volgende kinderen:
- Yolande (18 maart 1585 - 25 augustus 1611), gehuwd op 23 oktober 1599 met hertog Karel Alexander van Croÿ (1581 - 1624);
- Alexander (1587-1588)
- Floris (13 augustus 1588 - 17 april 1622), markies van Roubaix, baron van Antoing, prins van Amblise, gehuwd met Louisa van Lotharingen-Chaligny;
- Anna (†1651), gehuwd met Felipe de Cordona, markies van Guadelesta
- Lambertina (1593-1651), achtereenvolgens gehuwd met Filibert de la Baume, markies van Saint-Martin-le-Chatel, Christof von Ostfriesland en Jean-Baptiste de la Baume
- Ernestina Yolanda (1594-1668), gehuwd met graaf Jan VIII van Nassau-Siegen